# Trzęsienie ziemi w Veracruz (1973)
Trzęsienie ziemi w Veracruz w 1973 roku – trzęsienie ziemi o sile 7,0 stopni w skali Richtera, które nastąpiło 28 sierpnia 1973 roku o 3:51 czasu lokalnego, w południowo-wschodniej części Meksyku, w stanie Veracruz. W wyniku trzęsienia, śmierć poniosło 1200 osób, a rannych zostało 4000 osób.
Trzęsienie spowodowało ogromne szkody w stanie Veracruz. Uszkodzeniu lub zniszczeniu uległy tysiące budynków. Wstrząs był odczuwalny w niemal całym Meksyku. Tak dużą liczbę ofiar spowodował fakt, że trzęsienie nastąpiło we wczesnych godzinach rannych. 
Trzęsienie ziemi w Veracruz było najtragiczniejszym w Meksyku, do czasu trzęsienia ziemi, które nawiedziło stolicę kraju w 1985 roku, a w którym zginęło 10 tysięcy osób.